# Arsen Awetissjan
Arsen Awetissjan (armenisch Արսեն Ավետիսյան; * 8. Oktober 1973 in Jerewan, damals UdSSR, heute Armenien) ist ein ehemaliger armenischer Fußballspieler, der als Stürmer spielte.

## Laufbahn
Awetissjan spielte bislang bei sieben Vereinen in seinem Heimatland sowie dem belgischen Klub FC Berchem. Zurzeit steht er beim FC Gandzasar Kapan unter Vertrag. Zu seinen bekanntesten ehemaligen Klubs zählen FC Ararat Jerewan und der FC Pjunik.
1995, als Spieler von Homenetmen Jerewan, war Awetissjan mit 39 Toren in einer Spielzeit bester Torschütze Europas. Er erhielt jedoch den Goldenen Schuh, die Auszeichnung der UEFA für Europas Torschützenkönig, nicht, da dieser von 1991 bis 1996 nicht vergeben wurde.
Awetissjan bestritt Mitte der 1990er-Jahre 25 Länderspiele für die armenische Nationalmannschaft.

## Titel
- Armenischer Meister 1997 und 2007